# Струга (приток Турчанки)
Струга (укр. Струга) — правый приток Турчанки, протекающий по Сновскому району (Черниговская область, Украина).

## География
Длина — 12 км. Скорость течения — 0,1. Русло реки (отметки уреза воды) в среднем течении (западнее Ивановки) находится на высоте 120,4 м над уровнем моря.
Русло, кроме истоков, выпрямлено в канал (канализировано), шириной 15 м и глубиной 2,1 м; у истоков русло пересыхает. В среднем течении к руслу примыкает магистральный канал, что берёт начало юго-восточнее села Мишино. Создан пруд (село Ивановка). Пойма занята полосами леса и лесонасаждениями, в верхнем течении — заболоченными участками с тростниковой растительностью и кустарниками.
Река берёт начало от ручья на заболоченном лесном массиве восточнее села Ивановка (Сновский район). Река течёт на юго-запад. Впадает в Турчанку в восточной части села Турья (Сновский район).
Притоки: (от истока к устью) нет крупных
Населённые пункты на реке: (от истока к устью)
1. Ивановка
2. Турья